# جامع قروة
جامع قروة (بالفارسية: مسجد جامع قروه) هو مسجد تاريخي يعود إلى عصر الدولة السلجوقية، ويقع في قروة.